# Boża Wola (Ukraina)
Boża Wola (ukr. Божа Воля) – wieś na Ukrainie, w obwodzie lwowskim w rejonie jaworowskim. Wieś liczy około 85 mieszkańców.
W II Rzeczypospolitej do 1934 samodzielna gmina jednostkowa. Następnie należała do zbiorowej wiejskiej gminy Wielkie Oczy w powiecie jaworowskim w województwie lwowskim. Po wojnie wieś weszła w struktury administracyjne Związku Radzieckiego.
We wsi znajduje się cerkiew greckokatolicka pw. Zaśnięcia Matki Bożej z 2010 roku.